# Підривний спосіб виймання вугілля
Підривни́й спо́сіб вийма́ння вугі́лля (рос. подрывной способ извлечения угля, англ. blasting coal mining, нім. Sprengverfahren n der Kohlengewinnung) – спосіб виймання вугілля, суть якого полягає в тому, що для відокремлення вугілля від масиву використовуються довгі свердловини, пробурені з проміжного штреку по підняттю пласта паралельно очисному вибою на верхній штрек. Свердловини підривають з гідрозабивкою. Відбите вугілля опускається вниз під дією власної ваги і через вуглеспускні печі надходить на конвеєр. Застосовується при розробці крутих пластів потужністю до 5 м із стійкими бічними породами і витриманими елементами залягання.